# La Voulte-sur-Rhône
 La Voulte-sur-Rhône  es una población y comuna francesa, ubicada en la región de Ródano-Alpes, departamento de Ardèche, en el distrito de Privas. Es el chef-lieu del cantón de La Voulte-sur-Rhône.

## Demografía
| 5537 | 5978 | 5892 | 5297 | 5116 | 5168 |
| Para los censos de 1962 a 1999 la población legal corresponde a la población sin duplicidades (Fuente: INSEE [Consultar]) |      |      |      |      |      |